# Traisen (Fluss)
Die Traisen entsteht am Zusammenfluss ihrer beiden Quellflüsse Türnitzer Traisen und Unrechttraisen. Sie ist ein rechter Nebenfluss der Donau im Süden Niederösterreichs. Die Gölsen ist ihr einziger größerer Nebenfluss.

## Name
Der Name des Flusses Traisen geht auf das keltische Wort *tragisamā zurück, was so viel bedeutet wie „die sehr Schnelle“. Der Name ist als „TRAGISA[mum] RIVUM“ auf einem römerzeitlichen Stein, der in St. Pölten gefunden wurde, überliefert.
Der Fluss war wiederum direkt oder indirekt Namensgeber für die angrenzenden Orte. Direkter Namensgeber war sie etwa für Traisen und Traismauer an der Mündung, in früherer Zeit ebenfalls für St. Pölten, dessen Name sich mit Treisma ad monasterium Sti. Ypoliti im Jahr 976 auf den Fluss beziehen lässt.

## Geographie und Geologie
Der Fluss hat eine Länge von 80 Kilometern und ein Einzugsgebiet von rund 1000 Quadratkilometern, das sich über einen Höhenbereich von 1750 bis herab auf 180 Meter erstreckt, womit er ein Viertel der niederösterreichischen Kalkalpen entwässert. Darunter sind die hohen Kalkstöcke von Gippel und Göller sowie die Bergmassive von Reisalpe, Tirolerkogel, Türnitzer Höger (alle um 1400 m) und der ausgedehnte Block des Traisenberges (1230 m). Das gesamte Flusssystem misst etwa 530 Kilometer Fließgewässer.

### Oberlauf
Der Fluss entspringt mit zwei Quellflüssen in der Nähe von St. Aegyd am Neuwalde und Türnitz in den Kalkalpen. Der südwestliche Teil heißt Türnitzer Traisen, der südöstliche Unrechttraisen. Die beiden Flüsse sind in ihrer Wassermenge vergleichbar. Im Schnitt führt die Traisen dort 10–15 Kubikmeter pro Sekunde. Der Oberlauf bis etwa Traisen liegt in den Kalkalpendecken.

#### Türnitzer Traisen

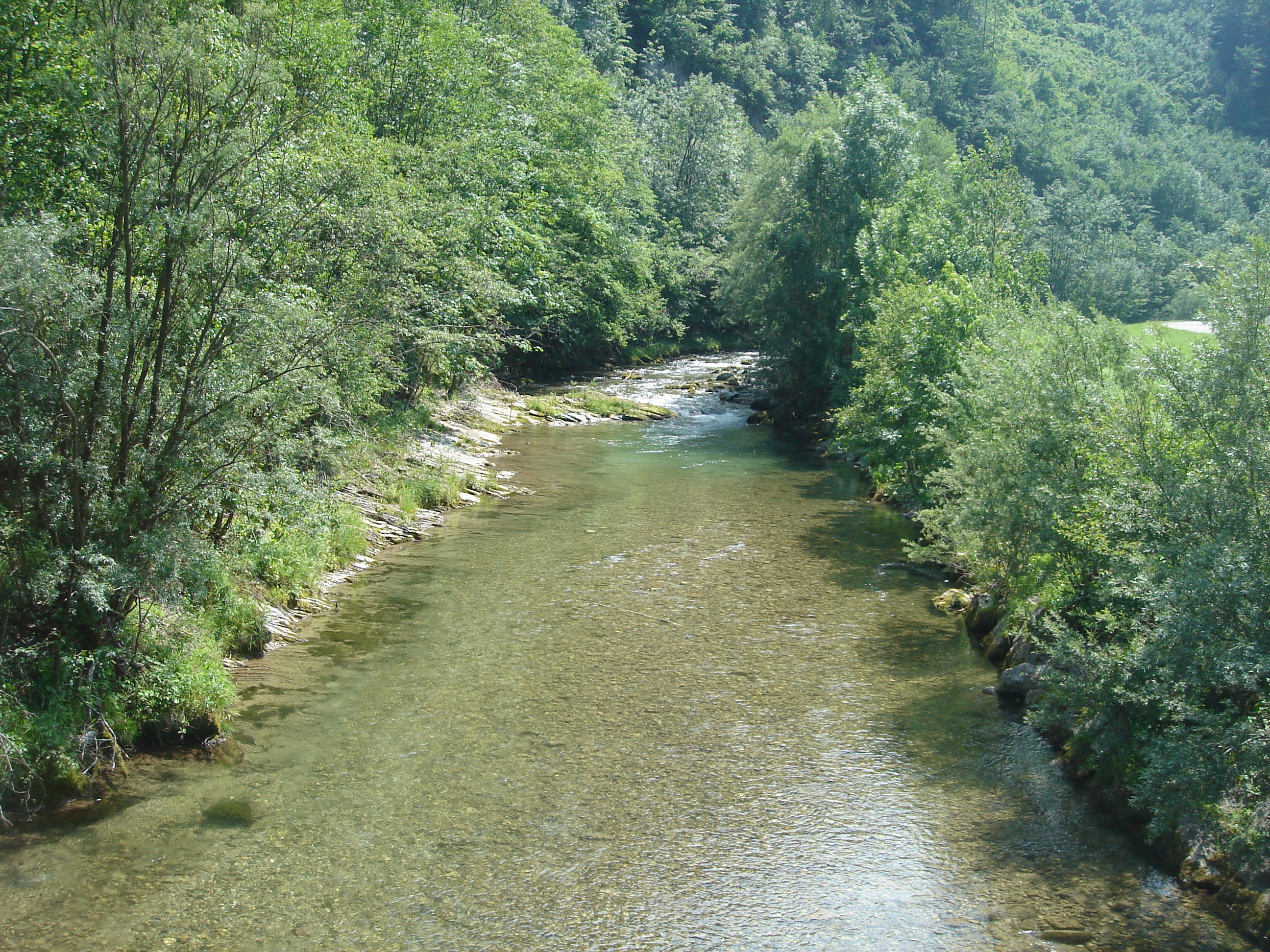
Die Türnitzer Traisen auf Höhe Lehenrotte

Die Türnitzer Traisen entsteht bei Türnitz aus dem Zusammenfluss ihrer beiden Quellflüsse Türnitz und Traisenbach.
Der Traisenbach entspringt nordöstlich des Traisenbergs (47° 52′ 39″ N, 15° 34′ 12″ O), ein mittlerer Zubringer ist der Högerbach, und sein westlicher Zubringer Retzbach entspringt nordwestlich des Traisenbergs (47° 51′ 2″ N, 15° 25′ 43″ O). Gemeinsam liefern sie eine mittlere Wassermenge von 2 m³/s zur Türnitzer Traisen. Bis Türnitz bestehen Gefälle von bis zu 30 ‰, der Bach verläuft meist in einem Kerbtal.
Nach der Einmündung der Türnitz, zwischen Türnitz und Dickenau, erweitert sich das Tal zu einem Kerbsohlental. Das Gefälle ist mit knapp 7 ‰ weit niedriger als bei den Zubringern, es entstehen flache Gleitufer mit unbewachsenen Schotterbänken und Flachwasserbereichen. Das Umland grenzt etwa niveaugleich an.
Zwischen Dickenau und Freiland verläuft die Türnitzer Traisen in einem engen, gewundenen Sohlental. Das Gefälle ist mit etwa 5 ‰ etwas geringer als das flussauf. Meist entstanden hier Prallufer, die direkt in den Hangwald übergehen. Dadurch sind Unterspülungen und Gehölz- und Wurzelstrukturen vorhanden. Die Türnitzer Traisen hat hier einen Mittleren Durchfluss von 4 m³/s.

#### Unrechttraisen

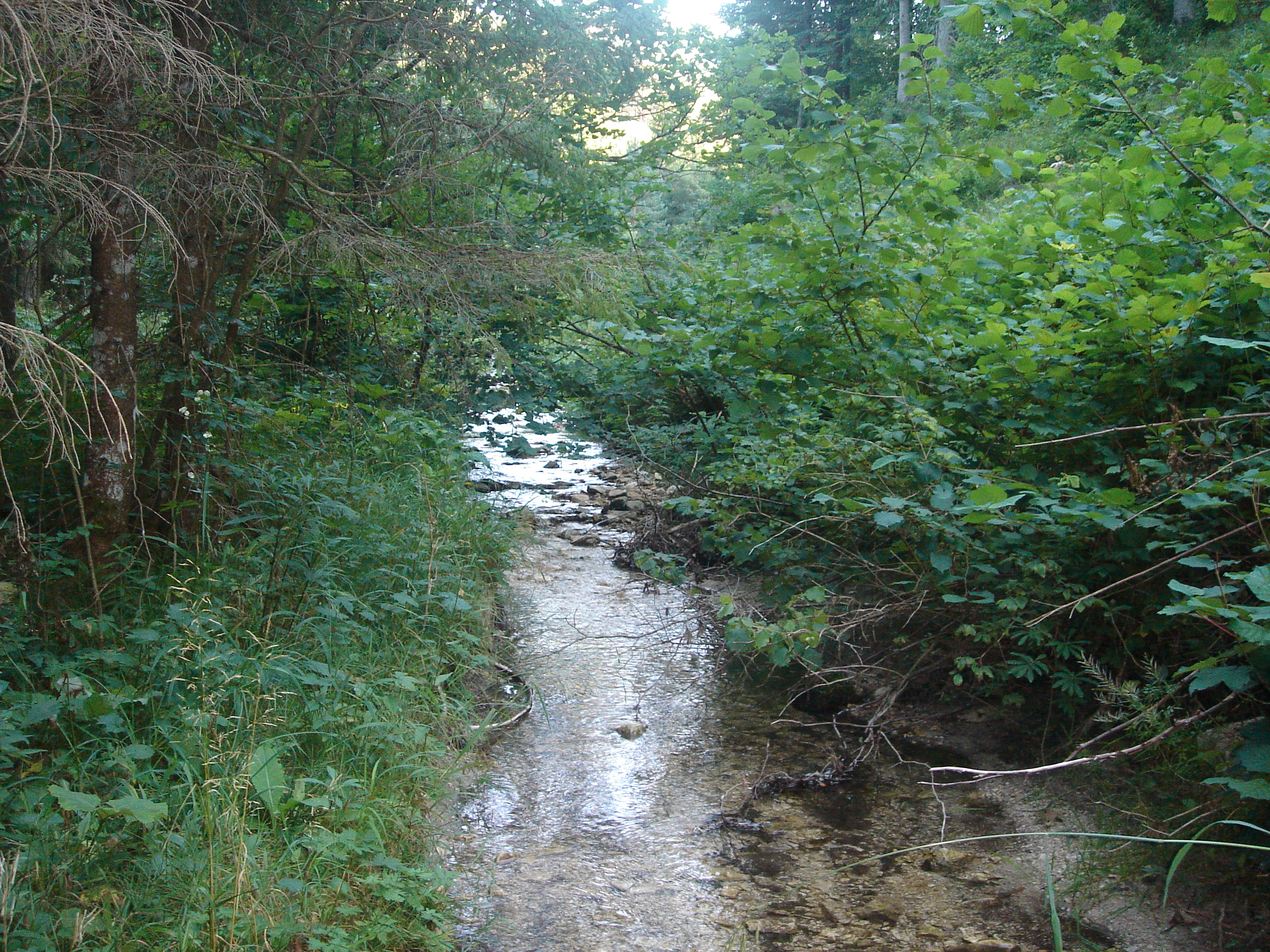
Die Unrechttraisen nahe der Quelle

Die Unrechttraisen, der südöstliche Quellfluss, entspringt südwestlich des Traisenbergs in den nördlichen Kalkalpen 47° 50′ 23″ N, 15° 28′ 24″ O. In St. Aegyd am Neuwalde vereinigt sich die Unrechttraisen mit den Zubringern Weißenbach und dem nahe Kernhof entspringenden Keerbach. Nach diesem Zusammenfluss führt die Unrechttraisen im Durchschnitt 2 m³/s, zuvor fehlt die oberirdische Wasserführung aufgrund Versickerung in den Schotterkörper teilweise völlig. Die Zubringer verlaufen in Kerbtälern mit bereichsweisen Talbodenerweiterungen, das mittlere Talgefälle beträgt 25 ‰ mit lokalen Steilstrecken bis 55 ‰.

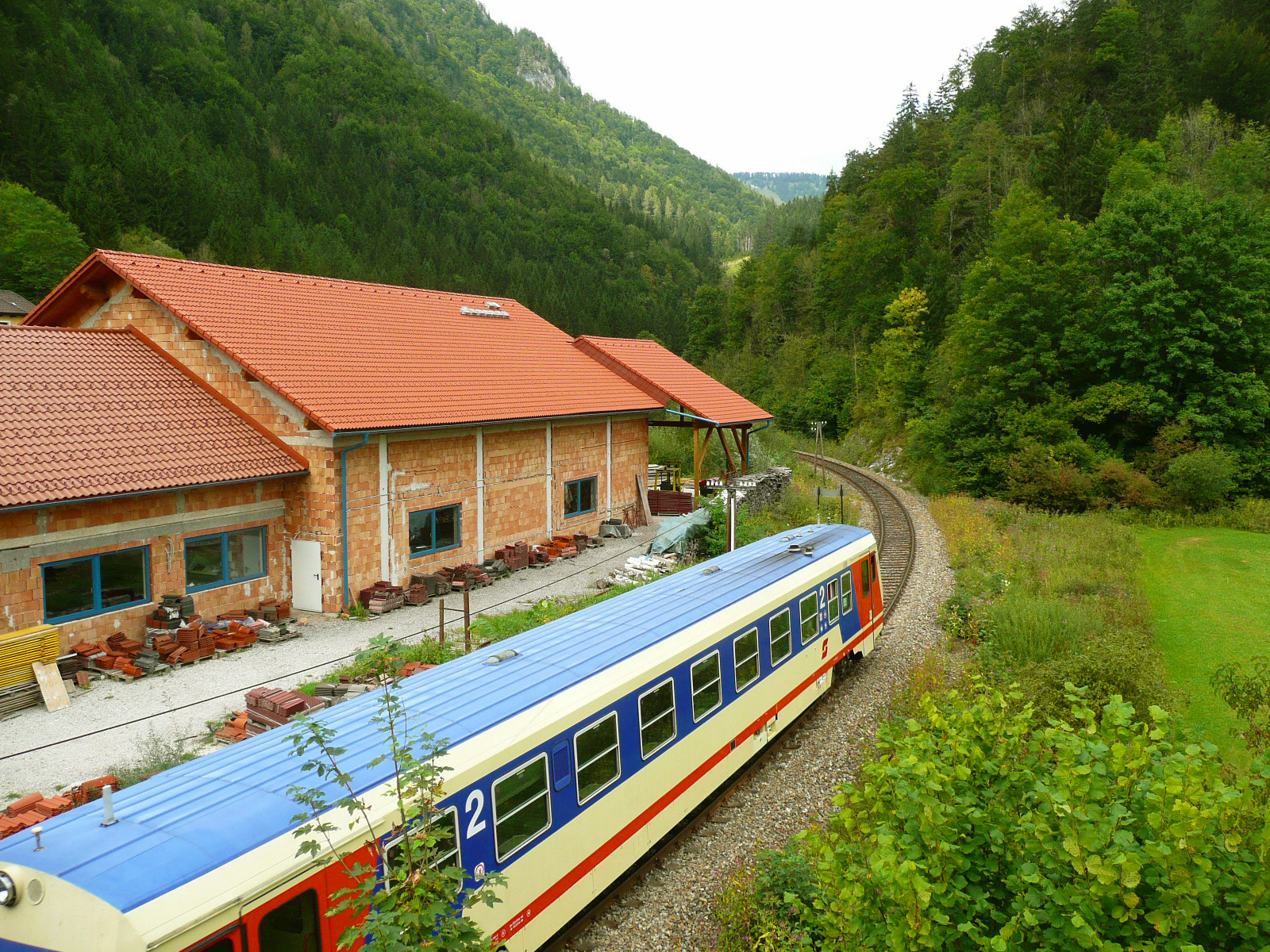
Blick von St. Aegyd–Untermitterbach / In der Walk in die Lurgenge, im Hintergrund der von links oben in die Bildmitte abgerutschte Teil der Paulmauer-Ostschulter

Von St. Aegyd bis Untermitterbach durchfließt die Unrechttraisen ein Sohlenkerbtal, bis Hohenberg ein enges Kerbtal. Zwischen Untermitterbach und Thorhof, in der heutigen Lurgenge, verlegte in prähistorischer Zeit (vermutlich Riß-Würm-Interglazial) ein großer Bergrutsch von der Ostschulter der Paulmauer (1248 m ü. A.) die Unrechttraisen, worauf sich zunächst ein 11 km langer, in die Seitentäler verästelter Abdämmungssee bildete, der bald mit bis zu 80 m mächtigen Schotterablagerungen der Zubringer verfüllt wurde. Nachdem die Unrechttraisen schließlich die Hangrutschmasse (Auf der Ried) wieder durchbrochen hatte, schnitt sie sich flussauf wieder in den zuvor aufgeschütteten Staukörper ein, von dem Reste nun als bemerkenswerte, mehrere Zehnermeter hohe Schotterterrassen beiderseits der oberen Unrechttraisen und in den Seitentälern zu beobachten sind, die wegen ihrer Ebenheit in für diese Gegend auffällig ausgedehntem Ausmaß wiesenbaulich genutzt sind.
Das mittlere Gefälle von St. Aegyd bis Untermitterbach ist mit über 11 ‰ verhältnismäßig hoch, jedoch weit geringer als flussauf. Die Ufer sind meist steil, häufig unterspült und dementsprechend reich an Gehölz- und Wurzelstrukturen. Sie grenzen über weite Bereiche direkt an den Hangwald.
Die Situation bis nach Freiland stellt sich (ausgenommen die ab Thorhof fehlenden Terrassen) ähnlich dar, einzig das Gefälle reduziert sich auf 8,5 ‰. Der Durchfluss beträgt bei der Einmündung etwa 4 m³/s.

#### Traisen
In Freiland fließen die Türnitzer- und Unrechttraisen zusammen. Bis nach Schrambach, wo der Zögersbach mit 0,3 m³/s einmündet, verläuft die Traisen in einem Kerbtal, die Ufer sind überwiegend steil und aufgrund von Unterspülungen reich an Gehölzstrukturen, der Hangwald reicht bis ans Ufer. Bis Lilienfeld folgen Sohlenkerbtäler abwechselnd mit Sohlentälern. Hier bestehen flachere Gleitufer mit unbewachsenen Schotterbänken. Im weiteren Verlauf bis Traisen in einem engen Sohlenkerbtal dominieren Prallufer mit oftmals unterspülten Uferbereichen, die direkt in den Hangwald übergehen. Das Gefälle beträgt hier nur mehr 4,6 ‰, der Durchfluss hat sich auf 8 m³/s vergrößert. Bis zum Ort Traisen durchfließt der Fluss das Kalkalpenvorland.

### Mittellauf
Zwischen Traisen und Wilhelmsburg durchfließt die Traisen die Flyschzone. Der bis zu 800 m breite Talboden ist im Verhältnis zur Flussbreite als breit einzustufen. Das Gefälle ist mit 4,9 ‰ nur unwesentlich höher als flussauf. Es kommt hier zu großflächiger Ufererosion an den Prallufern und Schotterbänken an den Gleitufern. Im Mittellauf münden neben dem größten Zubringer, der Gölsen, ebenfalls der Steubach in Rotheau und der Kreisbach in Wilhelmsburg mit je etwa 0,3 m³/s ein.

### Unterlauf

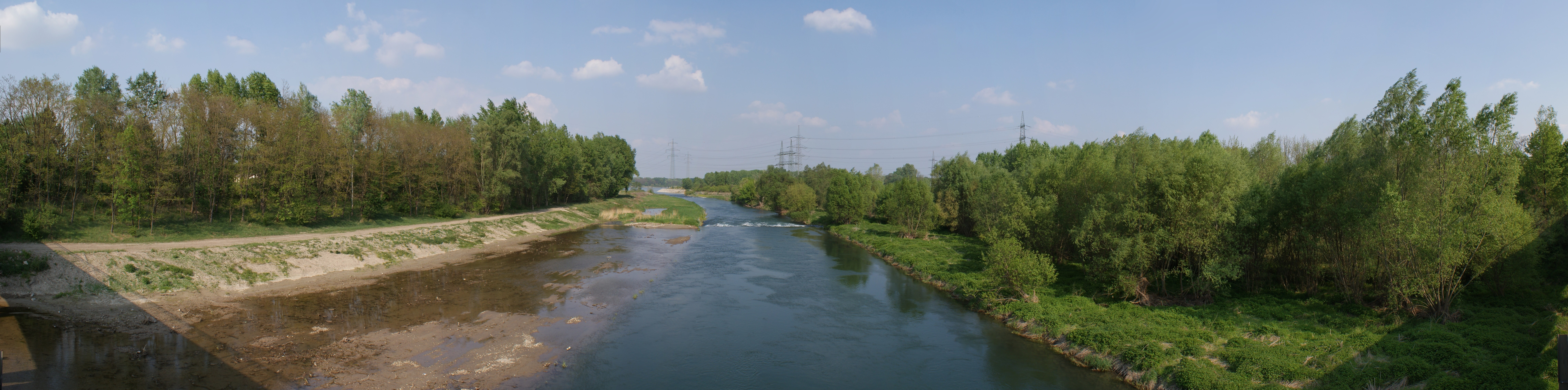
Die Traisen bei ihrer Einmündung in die Donau

Im Unterlauf ab Wilhelmsburg durchfließt der Fluss die Tertiärmolasse des Alpenvorlandes in einem bis zu fünf Kilometer breiten Tal und hat nur mehr wenige Zuflüsse. Diese münden, bis auf den Nadelbach, in die über den gesamten Abschnitt parallel zur Traisen fließenden Mühlbäche ein. Die Mühlbäche, die in Altmannsdorf rechtsufrig und knapp südlich der West Autobahn linksufrig ausgeleitet werden, entnehmen einen Großteil des Mittelwassers. Flussab St. Pölten passiert die Traisen Herzogenburg, nachdem sie Traismauer durchflossen hat, mündet sie nach dem Kraftwerk Altenwörth in die Donau. Die Mündung wurde im Zuge des Baues des Donaukraftwerkes Altenwörth um acht Kilometer nach Osten verlegt.

#### Renaturierung

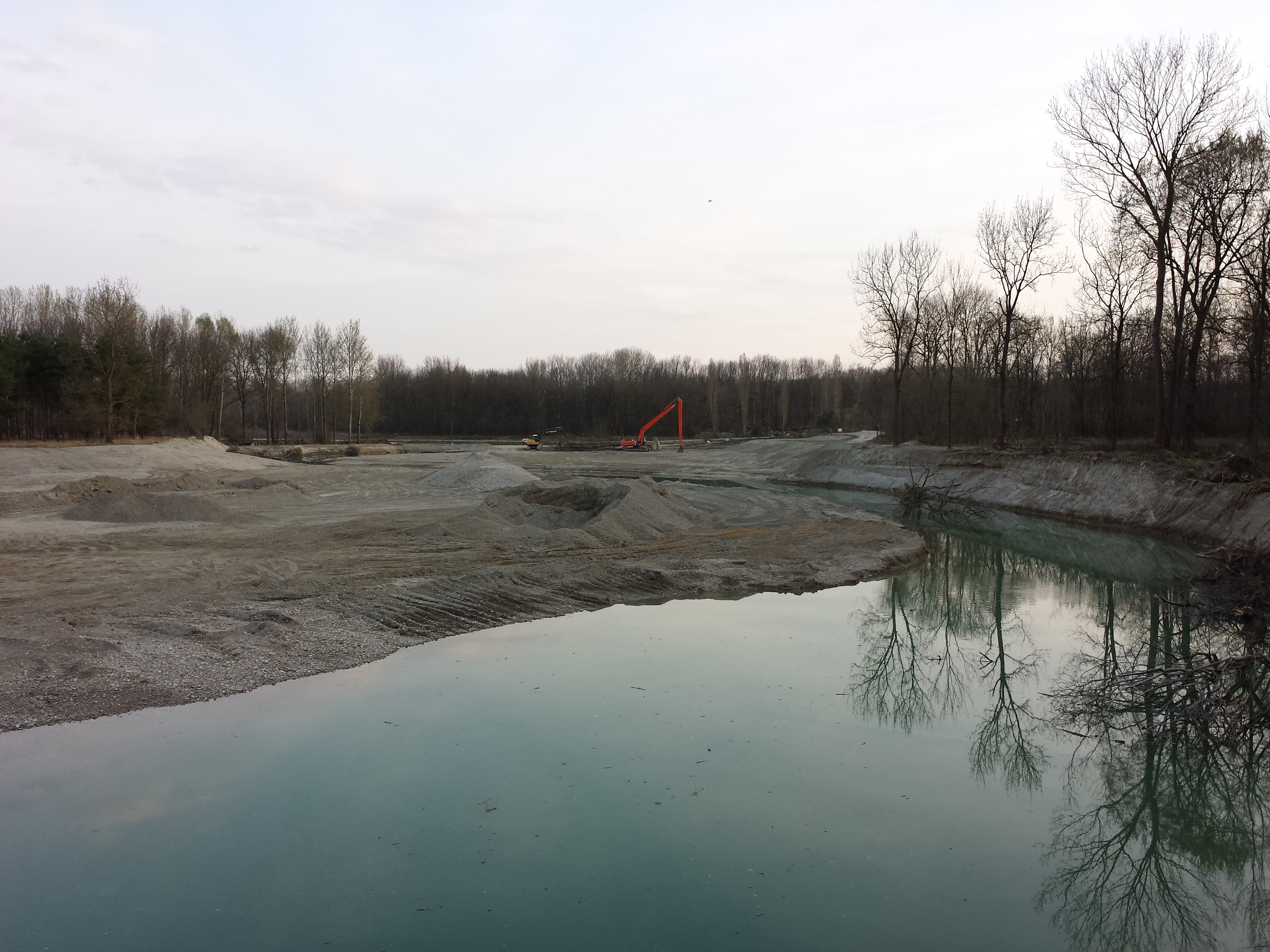
Renaturierungsarbeiten beim Mitterhaufen

Der Unterlauf der Traisen zwischen Traismauer und der Donaumündung verläuft in einem künstlich angelegten Flussbett. Dies hatte negative Einflüsse auf die benachbarten Augebiete, auch wird die Fischwanderung von der Donau in die Traisen erschwert. Nach ersten Renaturierungsplanungen wurde von der Verbund AG um Unterstützung bei LIFE+ angesucht. Ziel der Renaturierung ist die Umwandlung des 12,5 km langen, geraden Flussabschnittes in einen mäandrierenden Fluss mit entsprechender natürlicher Bewachsung. Nach Bewilligung durch LIFE+ und die angrenzenden Gemeinden wurde das Bauvorhaben 2013 begonnen und 2019 abgeschlossen. Rund um das Mündungsgebiet der Traisen wurden 150 Hektar neuer Lebensraum für heimische Tierarten sowie Stillgewässer und Flachwasserbereiche geschaffen. Die Gesamtkosten betrugen 30 Millionen Euro.

### Zuflüsse
Von der Quelle zur Mündung. Auswahl. Ohne die am Unterlauf dominierenden Mühlbäche, die teils sehr lang sind.
- Fischbach, von rechts beim Hof In der Klaus von Türnitz
- Högerbach, von rechts am Ebnerhof von Türnitz-Traisenbachrotte
- Prünstbachgraben (?), von links am Ende der Traisenbachrotte
- Retzbach, von links gegenüber Türnitz-Moosbach
- Stelzerbach, von links bei Türnitz-Dickenau
- Raxenbach (?), von links nach Dickenau
- Torach, von links vor Türnitz-Moosbach
- Moosbachgraben (?), von rechts in Moosbach
- Kräuterbach, von rechts bei Türnitz-Lehenrotte
- Unrechttraisen, von rechts bei Türnitz-Freiland
- Zögersbach, von links vor Lilienfeld-Schrambach
- Schrambach, von links in Schrambach
- Reisenbach, von links in Traisen
- Gölsen, von rechts in Traisen
- Steubach, von links bei Eschenau-Rotheau
- Kreisbach, von rechts bei Wilhelmsburg

## Wasserqualität

Gewässerqualität

36 Prozent der Traisen entsprechen noch weitgehend dem natürlichen Zustand („sehr guter Zustand“). Damit gehört sie im Oberlauf zu den reinsten Gewässern Österreichs.
Weitere 14 Prozent sind als „gut“ zu bezeichnen (keinerlei Flussbau oder energiewirtschaftliche Eingriffe), während 50 Prozent der Gewässerstrecken anthropogen verändert sind.

## Wirtschaft

### Energie
Entlang der Traisen wurden schon früh Mühlen gebaut. Durch die häufigen Niedrigwasser und die damit verbundenen Einbußen wurden immer mehr Mühlbäche errichtet (siehe dazu Harlander Coats). Heute bestehen an den Mühlbächen entlang der Traisen 16 Stromerzeugungsanlagen. Diese sind meist nur von sehr geringer Leistung und werden privat betrieben.

### Verkehrs- und Transportweg
Als Verkehrsweg wurde die Traisen aufgrund ihres sich häufig ändernden Flussbettes nur wenig genutzt. Einzig die Flößerei war lange Zeit weit verbreitet. So wurde das zum Wiederaufbau nach den Großbränden von 1474 und 1512 in St. Pölten benötigte Holz von Lilienfeld und Wilhelmsburg gekauft und über die Traisen getriftet. Wien wurde ab 1718 von der Traisen aus mit Brennholz versorgt. Die letzten großen Triften fanden um das Jahr 1861 statt. Danach wurden nur mehr geringe Mengen bis nach Lilienfeld transportiert.

### Tourismus
Für den Sommertourismus sind die Traisentäler wenig geeignet, was vor allem am steilen Gelände und an fehlenden Seen liegt. Zum Bergsteigen und Klettern hingegen finden sich viele lohnende Ziele, von denen einige (trotz längerer Anreise) zu den Wiener Hausbergen zählen:
- Gippel (1669 m) und teilweise Göller (1766 m) – mit weiter Fernsicht und möglichen Übergängen zur Rax-Schneeberg-Gruppe und zu den Mariazeller Bergen
- Muckenkogel (1250 m) und Reisalpe (1399 m)
- Türnitzer Höger (1372 m) und Eibl (1002 m).
- Für Wintersport und Schitouren eignen sich fast alle der genannten Berge, in den Tälern verlaufen mehrere Loipen.

Im Traisental sind einige Schauhöhlen, wie etwa jene in der Anthofrotte, zu besichtigen.
Insgesamt spielt der Tourismus wirtschaftlich nur eine kleine Rolle, der Bevölkerungsrückgang im Oberlauf beträgt stellenweise mehr als ein Prozent jährlich. Als Gegenmaßnahmen entstehen mancherorts Kulturvereine und es wird verschiedentlich ein Spezialtourismus gefördert. So ist das Traisental beginnend in Traismauer von einem Radweg, in Form eines Familien- und Pilgerradwegs, der mit seiner Länge von 111 km bis Mariazell weiterführt, erschlossen. Aber auch die Landwirtschaft und die Gastronomie setzen verstärkt auf regionale Produkte, die auch im Register der Traditionellen Lebensmittel eingetragen sind. Dementsprechend sind auch die Regionen Mitglieder im Verein Genussregion Österreich. Im Einzelnen sind das Fruchtsäfte, der Traisentaler Hofkas und das Wild in den Revieren rund um Lilienfeld.

### Weinbau
Seit einer Gesetzesnovelle 1995 ist das Traisental das jüngste Weinbaugebiet Österreichs. In der Gegend wurde einer der ältesten österreichischen Weinsamen gefunden, der nachweislich aus der früheren Bronzezeit (zirka 2000 v. Chr.) stammt.
Im untersten Traisental – von der Donau bis zum Raum St. Pölten – ist Weinbau auf sandigen Lössböden und Konglomeraten möglich. Das Weinbaugebiet Traisental umfasst über 770 Hektar Anbaufläche und ist somit das kleinste Österreichs. Im Jahr 2006 wurde das Traisental als erstes DAC-Gebiet für Riesling zugelassen.

## Hochwasser

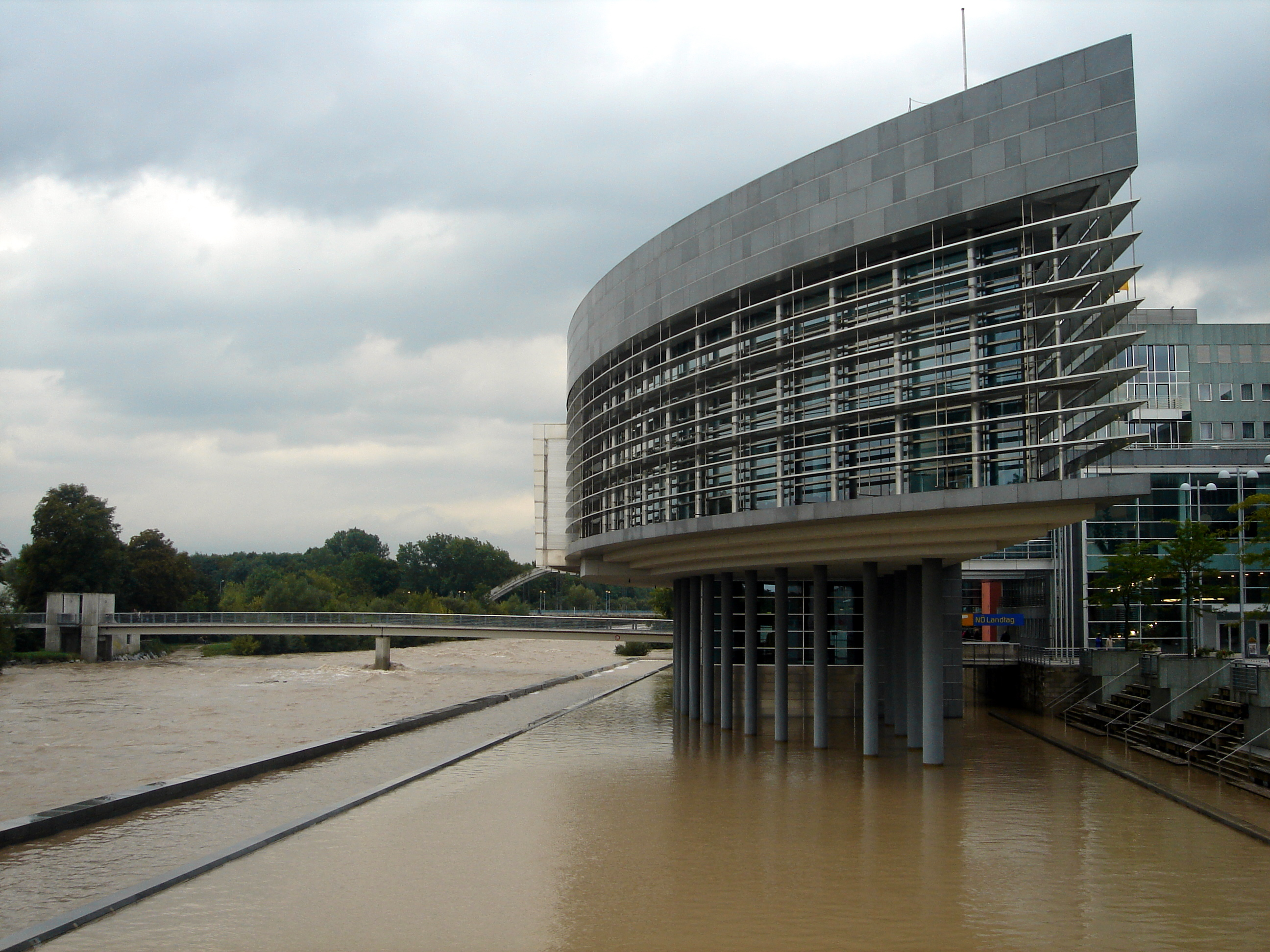
Das Landtagsschiff in St. Pölten nach dem Septemberhochwasser 2007

Schneeschmelze und Unwetter haben zusammen mit dem starken Gefälle im Oberlauf und der geringen Widerstandsfähigkeit der Flusssohle in der Vergangenheit immer wieder zu Überschwemmungen geführt. So trat die Traisen zwischen 1541 und 1880 dreizehnmal über die Ufer.

### Historische Hochwasser
In einem Wanderführer aus dem Biedermeier, dem Werk „Wien’s Umgebungen auf zwanzig Stunden im Umkreise“ von Adolf Schmidl aus dem Jahre 1835, wird die latente Hochwassergefahr beschrieben:
In einer halben Stunde kömmt man durch Ober-Ratzendorf, an der großen Papierfabrik vorüber, an die Brücke, welche 101 Klafter [~190 m] lang, auf 18 Jochen ruhend, über die Traisen führt, jenseits welcher St. Pölten liegt. Man erhält eine Vorstellung von den Verheerungen, welche der Fluß bei plötzlichen Wassergüssen anstellt, wenn man das breite Bett sieht, das man ihm zum Spielraume lassen mußte.
Beim Hochwasser 1897 war auch das Traisental betroffen, St. Pölten und Herzogenburg waren überschwemmt. Besonders verheerend waren die Überflutungen am Oberlauf der Traisen. Die Türnitzer Traisen riss alle Brücken mit sich, die Unrechttraisen nur einige. Alleine in Lilienfeld spülte die Traisen 10 Brücken weg, im Gölsental traten vor allem die Zubringer über die Ufer. Eine Lokalzeitung schrieb damals:

„Auch in St. Pölten verstieg sich am 30. Juli das schmutzige gelbbraune Wasser der Traisen bis in das Weichbild der Stadt. Die ganze Gegend gegen Herzogenburg bildete einen See, aus welchen hie und da isoliert die in der Nähe des Flussbettes gelegenen Hütten und Häuschen sowie Baumgruppen gleich Inselpunkten hervorlugten…“

Bei dem extremen Hochwasser 1997 wurden Teile zahlreicher Ortschaften entlang der Traisen stark überschwemmt.
| Datum         | Durchfluss Q [m³/s] | Pegelstand W [cm] |
| ------------- | ------------------- | ----------------- |
| 8. Juli 1997  | 747                 | 395               |
| 16. Mai 2014  | 533                 | 357               |
| 7. Sep. 2007  | 453                 | 341               |
| 1. Juli 1975  | 438                 | 362               |
| 7. Aug. 2006  | 402                 | 322               |
| 13. Aug. 2002 | 385                 | 325               |
| 3. Juni 2006  | 347                 | 299               |
| 22. Okt. 1996 | 326                 | 285               |
| 26. Juli 1972 | 244                 | 277               |
| 2. Aug. 1991  | 221                 | 254               |
| 18. Mai 1991  | 206                 | 250               |
| 17. März 1997 | 203                 | 243               |

Die obige Tabelle bezieht die Daten aus der Messstelle Windpassing, die letzte Stelle, bevor der Mühlbach aus der Traisen ausgeleitet wird.

### Hochwasserschutz und Regulierung

Das Traisenhochwasser 1903

Bebauung des HQ_{100}-Gebietes (Überschwemmungsbereich bei hundertjährlichem Hochwasser) im Bereich St. Pölten

Aufgrund der immer wiederkehrenden Hochwasser und damit einhergehenden Änderungen des Flussbettes versuchten die Traisentaler schon früh den Fluss zu bändigen. So wurden etwa an den Einbruchsstellen Pfosten eingerammt, mit Weidengeflecht verbunden und mit Schotter aufgefüllt. Diese und ähnliche Maßnahmen waren in ihrer Wirksamkeit lokal sehr begrenzt und ihr Schutz nur von kurzer Dauer. Die ersten umfangreicheren Schutzbauten reichen bis in das Jahr 1817 zurück. Diese wurden aber auch nur an sehr kurzen Abschnitten realisiert, sodass die Erkenntnis reifte, dass nur durch koordinierte Regulierungsmaßnahmen auf größeren Abschnitten das Problem gelöst werden konnte. Dennoch dauerte es bis 1872, bis die Regulierung von Wilhelmsburg bis zur Donaumündung beschlossen wurde. Um das Projekt durchzuführen, wurde von den 44 beteiligten Gemeinden die Wassergenossenschaft an der oberen und unteren Traisen gegründet. Die begonnenen Maßnahmen wurden durch das nächste große Hochwasser 1903 zunichtegemacht. Im Jahr darauf wurde eine erneuerte Traisenregulierung beschlossen, die Bauarbeiten wurden 1905 begonnen. Die Uferschutzbauten, der Böschungsschutz und die Sohlfixierungen und Stufen wurden von ortsansässigen Arbeitern durchgeführt. Die bis 1913 andauernden Arbeiten wurden immer wieder von Hochwassern gestört. Alleine die Behebung der Hochwasserschäden machte 22 Prozent der Gesamtkosten aus.
Der Erste Weltkrieg und mehrere Hochwasser, davon das stärkste 1921, zerstörten wiederum nahezu die gesamte Regulierung. Die Behebung dieser Schäden dauerte bis 1930. Die 1933 begonnene zweite große Traisenregulierung wurde mit dem Anschluss 1938 unterbrochen, da die Arbeiter von da an anderswo eingesetzt wurden.
Nach dem Kriegsende nahm der Traisenwasserverband seine Tätigkeit wieder auf. In den nächsten Jahren wurden hauptsächlich Kriegsschäden behoben. 1947 wurde die Traisen ein sogenannter Bundesfluss, von da an trug der Bund die Baukosten.
Bis in die 1970er Jahre wurde der Hochwasserschutz laufend verbessert. Zwischen 1974 und 1998 wurden Sekundärstaudämme errichtet. Der Traisenwasserverband besteht heute aus 14 Gemeinden und zählt zu den größten Wasserverbänden Österreichs.

## Verkehr
Die Hauptverkehrsroute im Traisental ist die Mariazeller Straße (B20). Im unteren Traisental verläuft die Kremser Schnellstraße (S33).
Zusammenfassend betrachtet, vermitteln die vier Seitentäler der Traisen verschiedene Zugänge vom Donauraum und vom Wienerwald in die Steirisch-Niederösterreichischen Kalkalpen. Einige, wie die Mariazeller Route der B20, werden seit langem benützt; die Mariazellerbahn verläuft jedoch wegen des steilen Geländes durchs hügelige Pielachtal und umgeht so den südwestlichen Talschluss der Traisen bei Annaberg.
Am 10. Juni 2007 wurde der Traisentalradweg eröffnet, der sich über 111 Kilometer vom Donauradweg in Traismauer bis nach Mariazell erstreckt.